# Topoľníky
Topoľníky (în maghiară Nyárasd) este o comună slovacă, aflată în districtul Dunajská Streda din regiunea Trnava. Localitatea se află la altitudinea de 111 m deasupra n.m., se întinde pe o suprafață de 34,82 km2 și în 2017 număra 3.089 de locuitori.
Până în 1948 s-a numit în slovacă Ňáražd.

## Istoric
Localitatea este atestată documentar din 1421 sub numele de Narias.

## Demografie
| An:                | 1994 | 2004   | 2014   | 2024   |
| ------------------ | ---- | ------ | ------ | ------ |
| Număr de persoane: | 2991 | 3001   | 3018   | 3122   |
| Diferență:         |      | +0,33% | +0,56% | +3,44% |

| An:                | 2023 | 2024   |
| ------------------ | ---- | ------ |
| Număr de persoane: | 3132 | 3122   |
| Diferență:         |      | −0,31% |